# لودویگ آشوف
کارل آلبرت لودویگ آشوف (آلمانی: Ludwig Aschoff؛ ‏ ۱۰ ژانویهٔ ۱۸۶۶ – ۲۴ ژوئن ۱۹۴۲) پزشک و آسیب‌شناس آلمانی بود. او را یکی از تأثیرگذارترین آسیب‌شناسان اوایل قرن بیستم می‌دانند و پس از رودلف ویرشو مهم‌ترین آسیب‌شناس آلمانی به‌شمار می‌رود.
وی پزشکی را در دانشگاه بن، دانشگاه استراسبورگ و دانشگاه وورتسبورگ فرا گرفت. لودویگ آشوف پس از دریافت شایستگی در سال ۱۸۹۴ به عنوان استاد آسیب‌شناسی در دانشگاه گوتینگن در سال ۱۹۰۱ منصوب شد. آشوف سپس در سال ۱۹۰۳ به دانشگاه ماربورگ منتقل شد تا ریاست بخش آسیب‌شناسی تشریحی را بر عهده بگیرد. در سال ۱۹۰۶، او استاد مستقر و ثابت دانشگاه فرایبورگ شد و تا زمان مرگش در آنجا ماند.
آشوف به آسیب‌شناسی و پاتوفیزیولوژی قلب علاقه‌مند بود. او ندول‌هایی را در ماهیچهٔ قلب کشف کرد که در اثر تب روماتیسمی به‌وجود می‌آیند و امروزه با نام اجسام آشوف شناخته می‌شوند. آوازهٔ آشوف، دانشجویانی را از سراسر جهان به آلمان و محل تدریس او جذب کرد، از جمله سونائو تاوارا. آنها با هم گره دهلیزی‌بطنی (گره آشوف-تاوارا) را کشف و توصیف کردند.
از جمله مطالعات آسیب‌شناسی او مسئلهٔ نژاد و سلامت بود. «آسیب‌شناسی سرشتی» که توسط او ابداع شد بعدها به شاخه خاصی از پژوهش‌های پزشکان نازی تحت عنوان «آسیب‌شناسی نظامی» تبدیل شد.